# Бітерболи

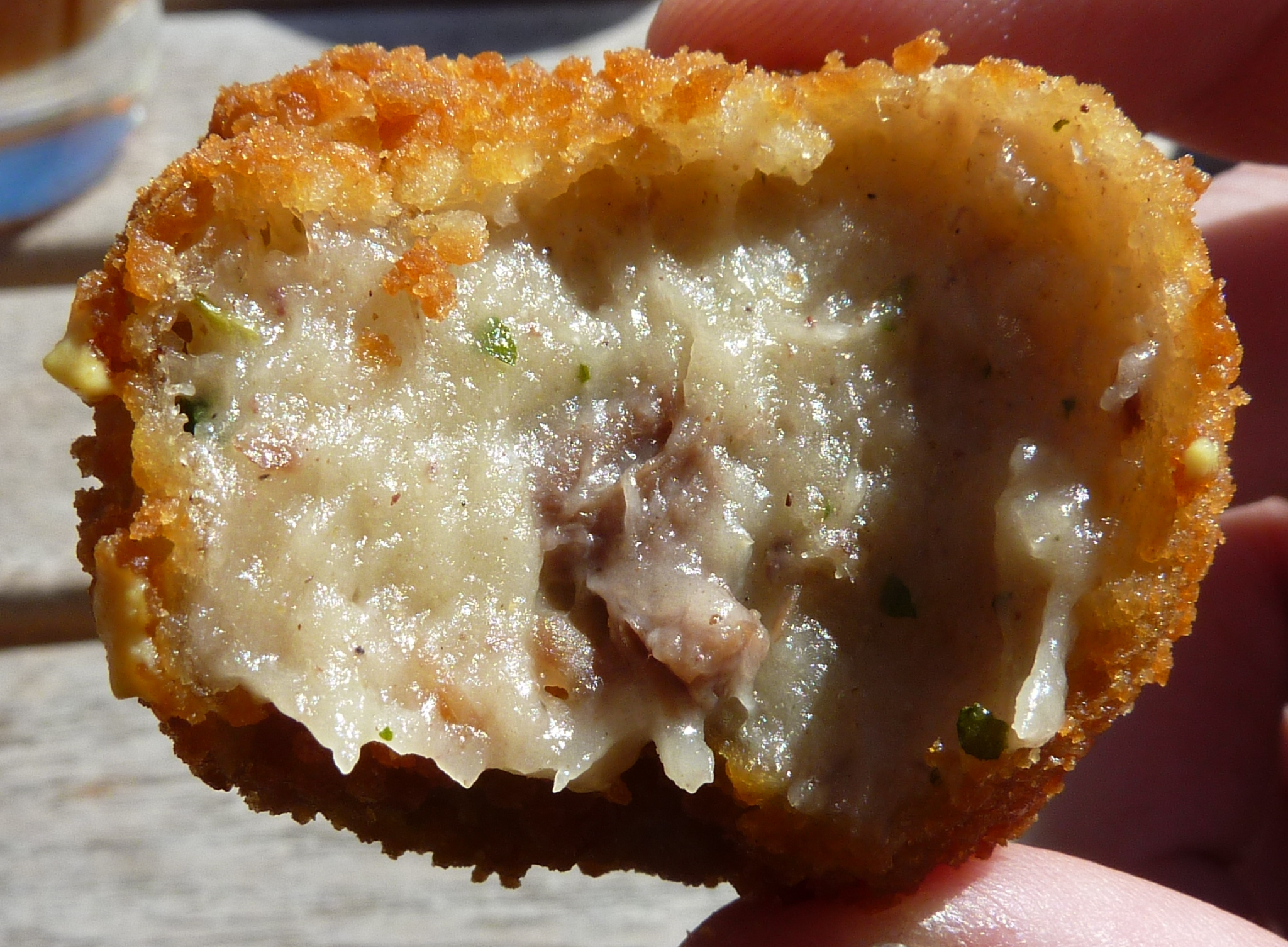
Бітербол у розрізі

Бітерболи (нід. Bitterballen) — це нідерландська м'ясна закуска, яку готують шляхом приготування дуже густого рагу, загущеного ру і яловичого бульйону. Рагу охолоджується, доки не затвердіє, а потім густа суміш скочується в кульки, які потім паніруються і смажаться. Рагу зазвичай приправляють цибулею, сіллю і перцем, петрушкою і мускатним горіхом. У більшості рецептів міститься мускатний горіх, а також є варіації з використанням карі або додаванням дрібно нарізаних овочів, наприклад моркви.
Свою назву біттерболи отримали від назви певних видів алкогольних напоїв з ароматом трав, які по-нідерландськи називають бітерами, і їх часто подають як частину bittergarnituur, набір пікантних закусок до напоїв у пабах або на прийомах в Нідерландах.
Бітерболи дуже схожі на більш поширені крокети (нід. kroketten) за інгредієнтами та методами приготування/приготування, а також на смак, хоча крокети відрізняються формою, оскільки мають форму ковбаски.

## Підготовка
Інгредієнти змішують і варять, потім охолоджують, щоб суміш застигла. Після того, як начинка затвердіє, її скочують у кульки діаметром приблизно від 3 до 4 см, потім збивають у суміші панірувальних сухарів і яєць і смажать у фритюрі. Зазвичай їх подають із тарілкою або невеликою мискою гірчиці. Їх їдять у Суринамі, Нідерландських Антильських островах, Нідерландах, Бельгії, Бонайрі та певною мірою в Індонезії.